# Conon de Samos
Conon de Samos (ca. 280 a. C. - ca. 220 a. C.) fue un astrónomo y matemático griego. Se le conoce principalmente por haber dado nombre a la constelación Coma Berenices. 

## Vida y obra
Conon nació en la isla de Samos, en Jonia, y posiblemente murió en Alejandría, en Egipto, en donde trabajaba como astrónomo de la corte de Ptolomeo III Evergetes. Nombró la constelación Coma Berenices («Cabello de Berenice» o «Cabellera de Bernice») en honor a la esposa de Prolomeo, Berenice II, que sacrificó su cabello a cambio del retorno sano y salvo de su marido de la Tercera Guerra Siria, que comenzó en 246 a. C. Conon explicó que la diosa había mostrado su favor al sacrificio ubicando el cabello de la reina en los cielos. Sin embargo, no todos los astrónomos griegos aceptaron ese nombre. En la obra Almagesto de Claudio Ptolomeo, Coma Berenices no aparece como constelación. 
Conon fue amigo del matemático Arquímedes, a quien probablemente conoció en Alejandría.
Pappus de Alejandría afirma que la espiral de Arquímedes fue descubierta por Conon. Apolonio de Perga comenta que Conon trabajó sobre secciones cónicas y que su trabajo fue la base para el cuarto libro de Apolonio sobre cónicas. Apolonio también dice que Conon envió parte de su trabajo al matemático Trasideo, pero que era incorrecto. Dado que esa obra no ha llegado a nosotros es imposible determinar si el comentario de Apolonio era cierto o no.
En astronomía, Conon escribió siete libros en su De astrologia, incluyendo observaciones de los eclipses de sol. Ptolomeo le atribuye el descubrimiento de diecisiete «signos de las estaciones», aunque puede que esto no apareciese en su obra de astrología. Séneca escribió que Conon fue un cuidadoso observador y que escribió sobre eclipses solares observados por los antiguos egipcios, aunque se duda de la exactitud de esta afirmación. El romano Catulo escribió que «Conon discernía todas las luces del vasto universo, y reveló las salidas y puestas de las estrellas, cómo la fiera luz del sol es oscurecida, y cómo las estrellas se retiran en tiempos determinados».

## Eponimia
- El cráter lunar Conon lleva este nombre en su honor.